# Lucien De Muynck
Lucien De Muynck (ur. 1 sierpnia 1931 w Heule we Flandrii Zachodniej, zm. 24 października 2014 w Duffel) – belgijski lekkoatleta, średniodystansowiec, medalista mistrzostw Europy z 1954.
Wystąpił w biegu na 800 metrów na igrzyskach olimpijskich w 1952 w Helsinkach, ale odpadł w eliminacjach.
Zdobył srebrny medal w tej konkurencji na mistrzostwach Europy w 1954 w Bernie, przegrywając jedynie z Lajosem Szentgálim z Węgier. Startował również w sztafecie 4 × 400 metrów, ale zespół Belgii odpadł w eliminacjach.
Jego rekord życiowy w biegu na 800 metrów wynosił 1:47,3. Został ustanowiony w biegu finałowym na mistrzostwach Europy w Bernie 28 sierpnia 1954.